# Euxoa pimensis
Euxoa pimensis är en fjärilsart som beskrevs av Barnes och Mcdunnough 1910. Euxoa pimensis ingår i släktet Euxoa och familjen nattflyn. Inga underarter finns listade i Catalogue of Life.